# Sant Martí d'Aubèrt
Sant Martí d'Aubèrt és una església amb elements romànics i gòtics del poble d'Aubèrt al municipi de Vielha e Mijaran (Vall d'Aran) protegida com a bé cultural d'interès local.

## Descripció
És una església d'una sola nau de sostre molt alt, avui cobert per un empostissat, encara que originàriament aniria coberta per una volta d'aresta. Conserva l'absis semicircular (amb cornisa superior en pedra tosca) i un profund presbiteri amb un arc triomfant molt apuntat. El campanar, situat a l'angle nord-occidental, és obra moderna o molt transformada, excepte el pis inferior on existeixen uns dipòsits destinats a guardar els delmes en oli i gra. A l'extrem de llevant hi ha situada una espadanya.
Hi ha una pica baptismal de marbre, molt ben treballada i decorada amb tres estretes franges paral·leles cordades a la part inferior del recipient. El pedestal està format per un fust voltat de columnetes. La base de grans dimensions és circular i està decorada amb una filera de semiesferes en relleu. Les seves mides són d'1 m de diàmetre i 65 cm d'alçada del recipient. El pedestal, amb la part inferior actualment soterrada per la tarima, fa 50 cm d'alçada.
Hi ha una pica beneitera encastada a la paret, amb forma de petxina, que neix d'unes motllures de tipus clàssic. Fa 30 cm d'alçada i 65 cm d'ample. A l'absis central hi ha restes de pintures murals, del segle xvii. Estan en molt mal estat de conservació i no són de gran qualitat.

## Història
Segons escriu Juli Soler i Santaló, l'església formava part d'un antic convent de Sant Agustí, monjos que ocupaven també Santa Maria de Mijaran.